# Sasaki Sōichi

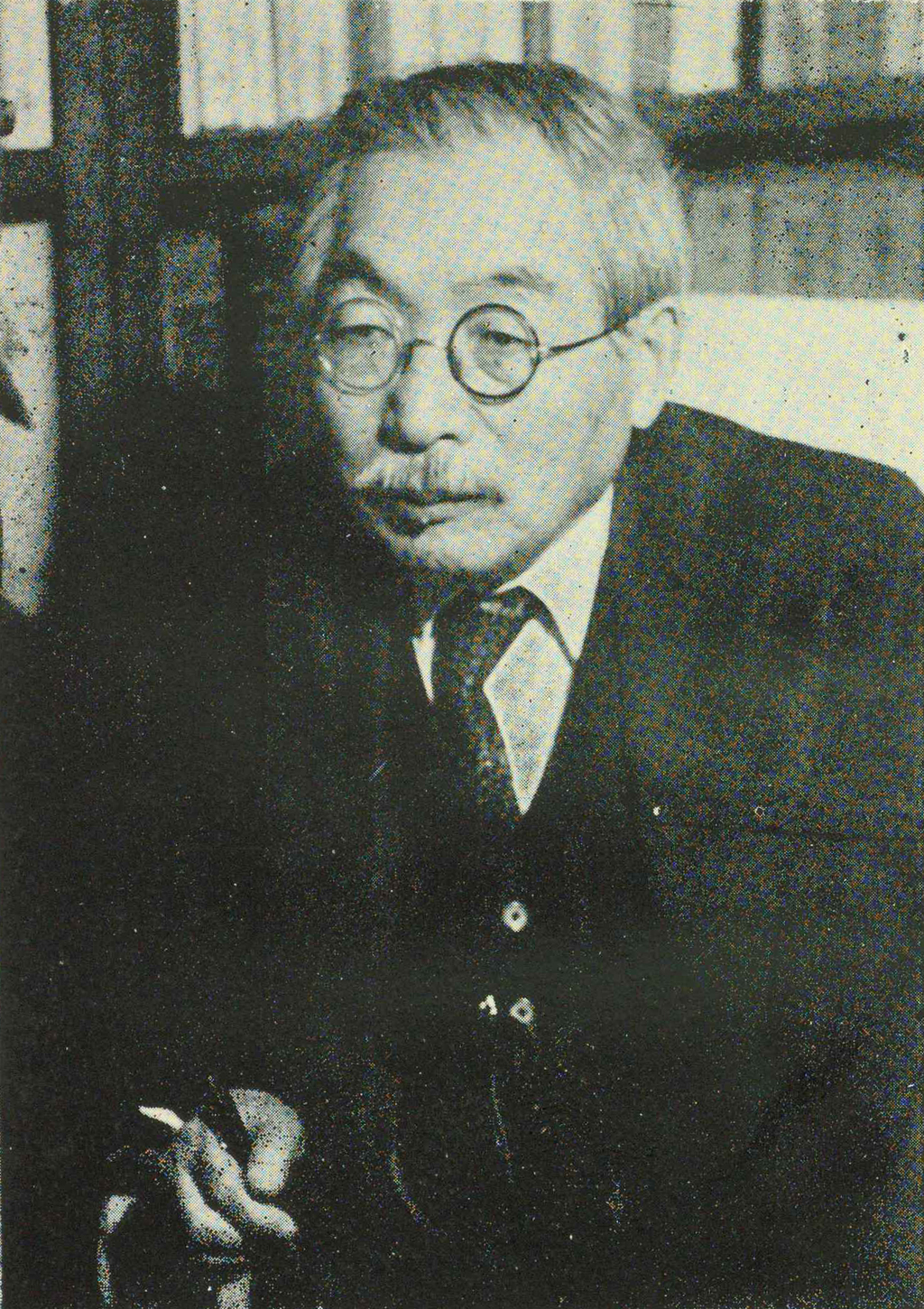
Sasaki Sōichi

Sasaki Sōichi (japanisch 佐々木 惣一; geboren 28. März 1878 in Tottori (Präfektur Tottori); gestorben 4. August 1965) war ein japanischer Jurist.

## Leben und Wirken
Sasaki Sōichi beendete 1903 sein Jura-Studium an der Universität Kyōto. 1906 wurde er Assistenzprofessor an seiner Alma Mater. Ab 1909 ging er für drei Jahre nach Europa, wo er in Deutschland, Frankreich und England Verwaltungsrecht studierte. Nach seiner Rückkehr wurde er 1913 zum Professor ernannt und legte im selben Jahr seine Doktor-Arbeit vor. 1921 wurde er Dekan der Fakultät. 1933 verließ er aus Protest gegen Eingriffe in die akademische Freiheit allgemein und insbesondere wegen der Entlassung seines Kollegen Takikawa Yukitoki die Universität. 1934 wurde Sasaki Präsident der Ritsumeikan-Universität und 1939 Mitglied der Akademie der Wissenschaften.
Gleich nach Ende des Pazifikkriegs 1945 wurde Sasaki von der Universität Kyōto nachträglich zum „Meiyo Kyōju“ ernannt. Und er wurde, zusammen mit Konoe Fumimaro, der aber kurz darauf sich das Leben nahm, vom Lordsiegelbewahrer aufgefordert, eine mögliche Änderung der Meiji-Verfassung vorzuschlagen. Sasakis Vorschläge zu Änderungen der Verfassung und des Verwaltungsrechts waren geprägt von einer scharfen Logik und durchgehender Objektivität.
1952 wurde Sasaki als Person mit besonderen kulturellen Verdiensten geehrt und im selben Jahr mit dem Kulturorden ausgezeichnet.